# Georg Pauli
Georg Vilhelm Pauli, född 2 juli 1855 i Jönköping, död 28 november 1935 i Stockholm, var en svensk konstnär (målare).

## Liv och verk

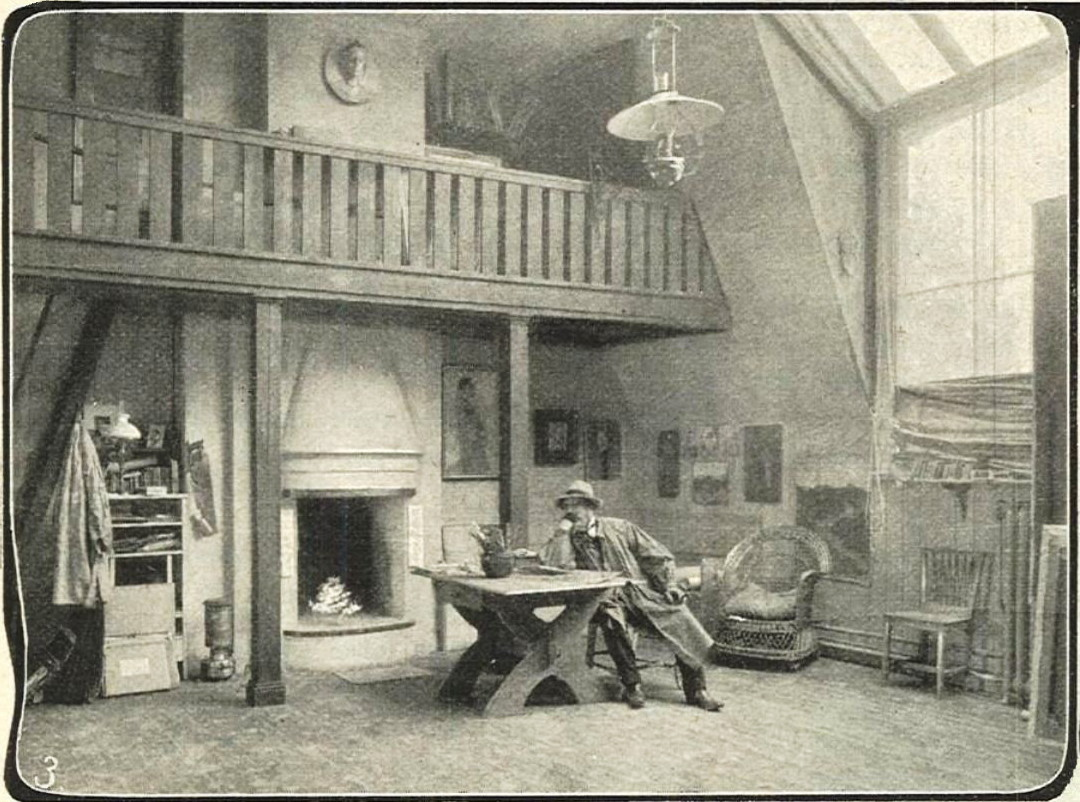
Georg Pauli i Villa Pauli 1906.

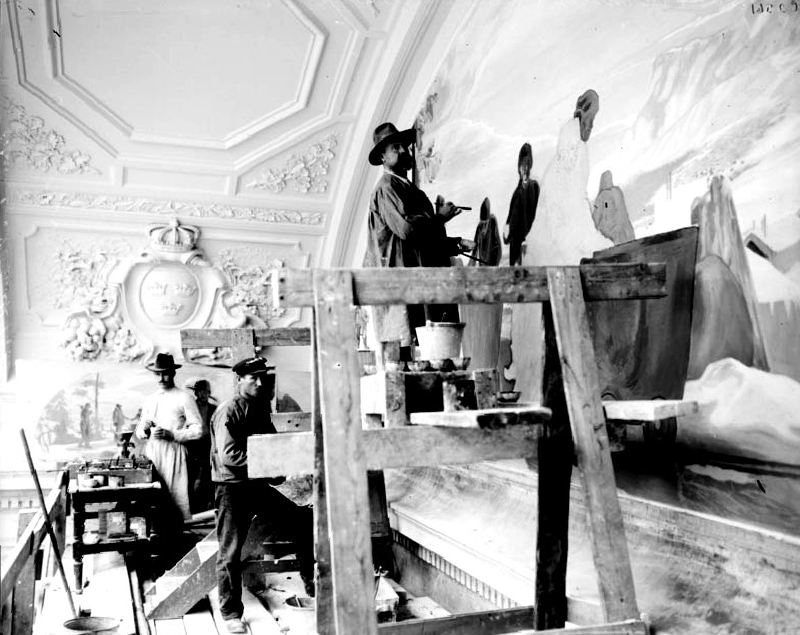
Georg Pauli vid målningen av "Bergsbruket" i Stora banksalen i dåvarande Riksbankshuset på Helgeandsholmen i Stockholm (numera en del av Riksdagshuset).

Han var son till apotekaren och fabrikören August Ferdinand Pauli (1815–1904) och Maria Laurentia Augusta Gagner samt sonsons son till arméofficeren Wilhelm Pauli (1730–1800). Ätten Pauli kom ursprungligen från Italien och tillförsäkrades tysk-romerskt adelskap av Rudolf II samt naturaliserades 1625 som svensk adel.
Georg Pauli studerade vid Konstakademien på 1870- och 1880-talet, sedan i Paris och Italien och gjorde många studieresor till utlandet. Han var lärare på Valands målarskola i Göteborg. Han gifte sig 1887 med konstnären Hanna Hirsch och de lät 1905 byggda Villa Pauli (arkitekt Albin Brag) åt sig vid Värmdövägen 205 i Storängen, Nacka, där de hade varsin ateljé och där de levde och verkade livet ut.
1911 reste Pauli till Paris för att studera den samtida konsten. Han anammade då kubismen, närmare bestämt en måttfull variant som företräddes av André Lhote. Pauli blev så vid 56 års ålder fransmannens elev.
Mellan september 1920 och september 1921 företog makarna Pauli en långresa genom Europa ned till Nordafrika. Först for de ned till Italien där de stannade i ett flertal månader. Därefter reste de via Capri till Tunis varifrån några avstickare inåt landet gjordes. Vidare västerut besökte de Algeriet, inte minst Alger och Oran, för att sedan via Gibraltar resa upp genom Spanien till Paris. På hemvägen stannade Hanna en tid i Danmark medan Georg besökte Norge.      
Georg Pauli ägnade sig mycket åt dekorativa uppgifter och utförde fresker i Ostindiska huset (nuvarande Göteborgs stadsmuseum), Södermalms läroverk och Östra Real i Stockholm samt "Årstiderna" i Villa Pauli, Djursholm. I Per Brahegymnasiet, Jönköping utförde han kubistiskt betonade väggmålningar, som på sin tid väckte stor debatt. Liknande arbeten finns i Stockholms stadshus och vid Kungliga Dramatiska Teatern, där han även gett namn åt Restaurang Pauli, vars väggar upptas av hans målningar. Pauli utförde också väggmålningar i Handelsbankens huvudkontor i Stockholm, samt några mindre väggmålningar på Waldemarsudde åt prins Eugen.
Pauli tillhörde konstnärsgruppen Opponenterna och skrev flera konsthistoriska arbeten, varibland märks Ernst Josephson (1903 och 1914), Konstnärslif och om konst (1913), I Paris, nya konstens källa (1915), Väggmåleri (1920) samt Prins Eugen (1925). Han utgav även en skildring från kamratkretsen i opponentrörelsen, I vår ungdom (1925) och reseskildringar som En målares resa (1922). Pauli var 1917–21 utgivare av tidskriften Flamman. Pauli finns representerad vid bland annat Nationalmuseum, Nordiska museet i Stockholm, Uppsala universitetsbibliotek, Kalmar konstmuseum, Arkivet för dekorativ konst, Norrköpings konstmuseum och Göteborgs konstmuseum.
Georg Pauli är begravd på Nacka norra kyrkogård.

## Verk i urval

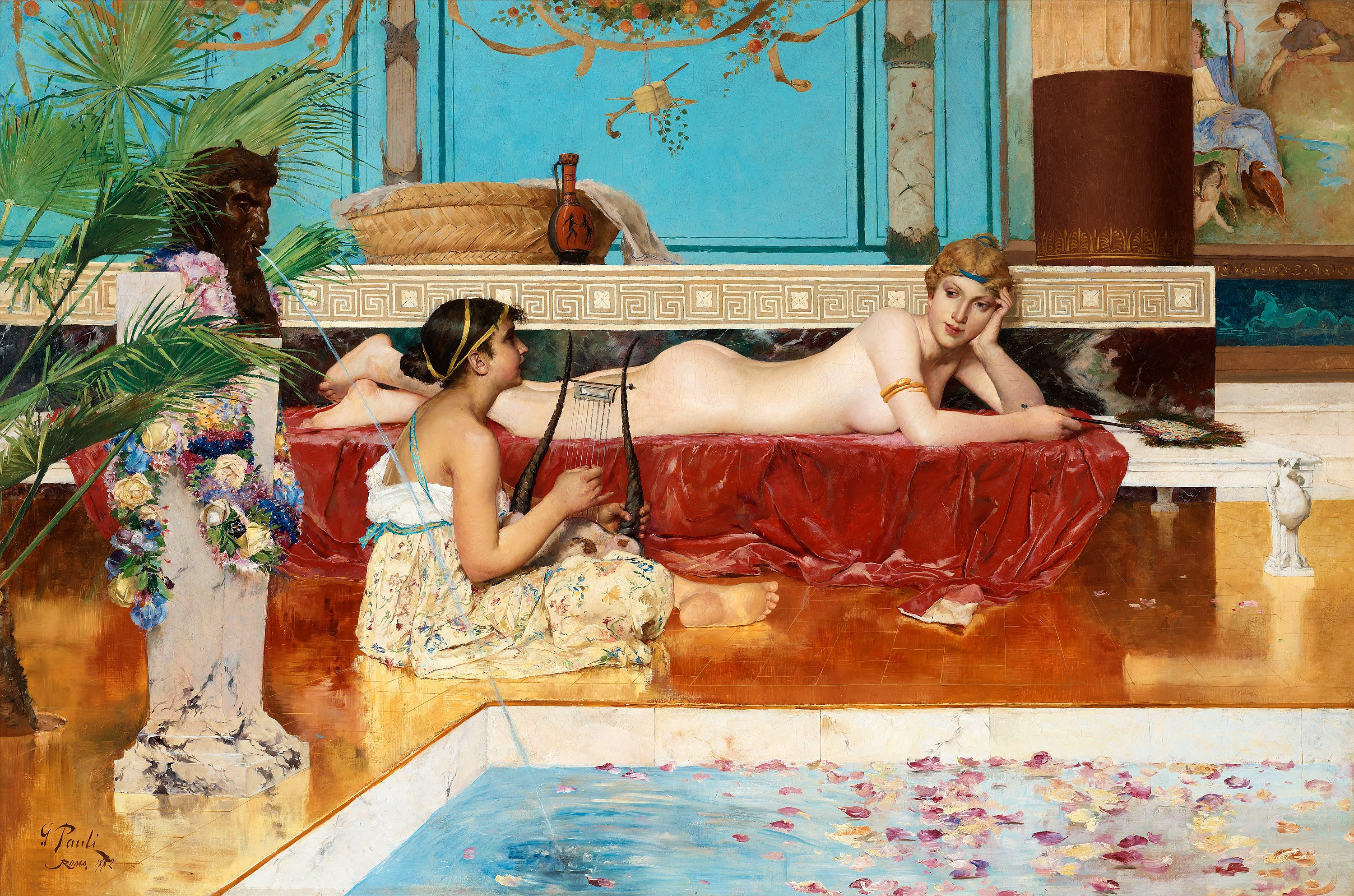
Romerskt bad (c. 1882)
Trädgård i Grez (1884)
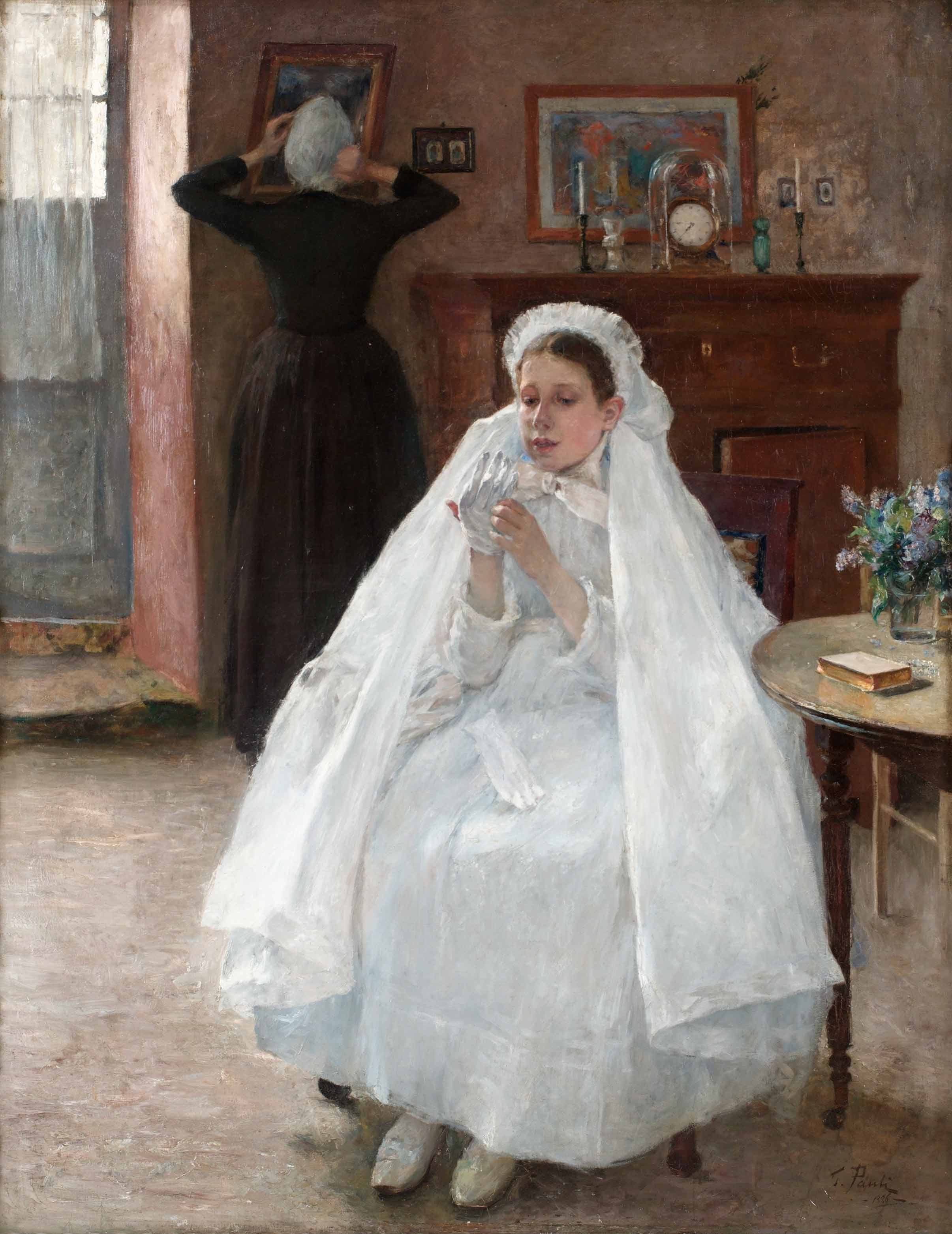
Fransk konfirmand (1886)
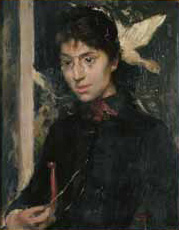
Fästmöporträttet (1887)
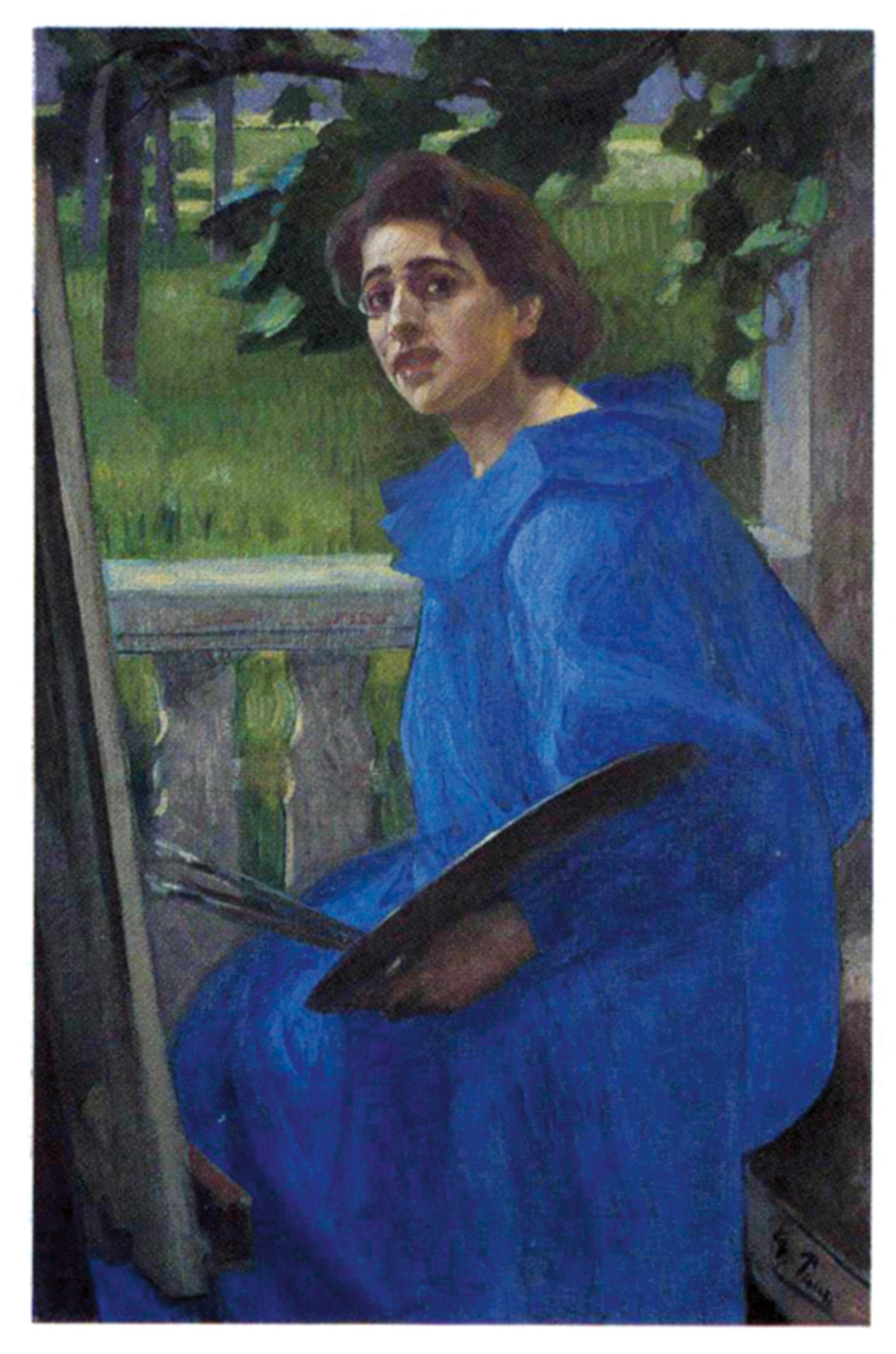
Hanna Pauli (1896)
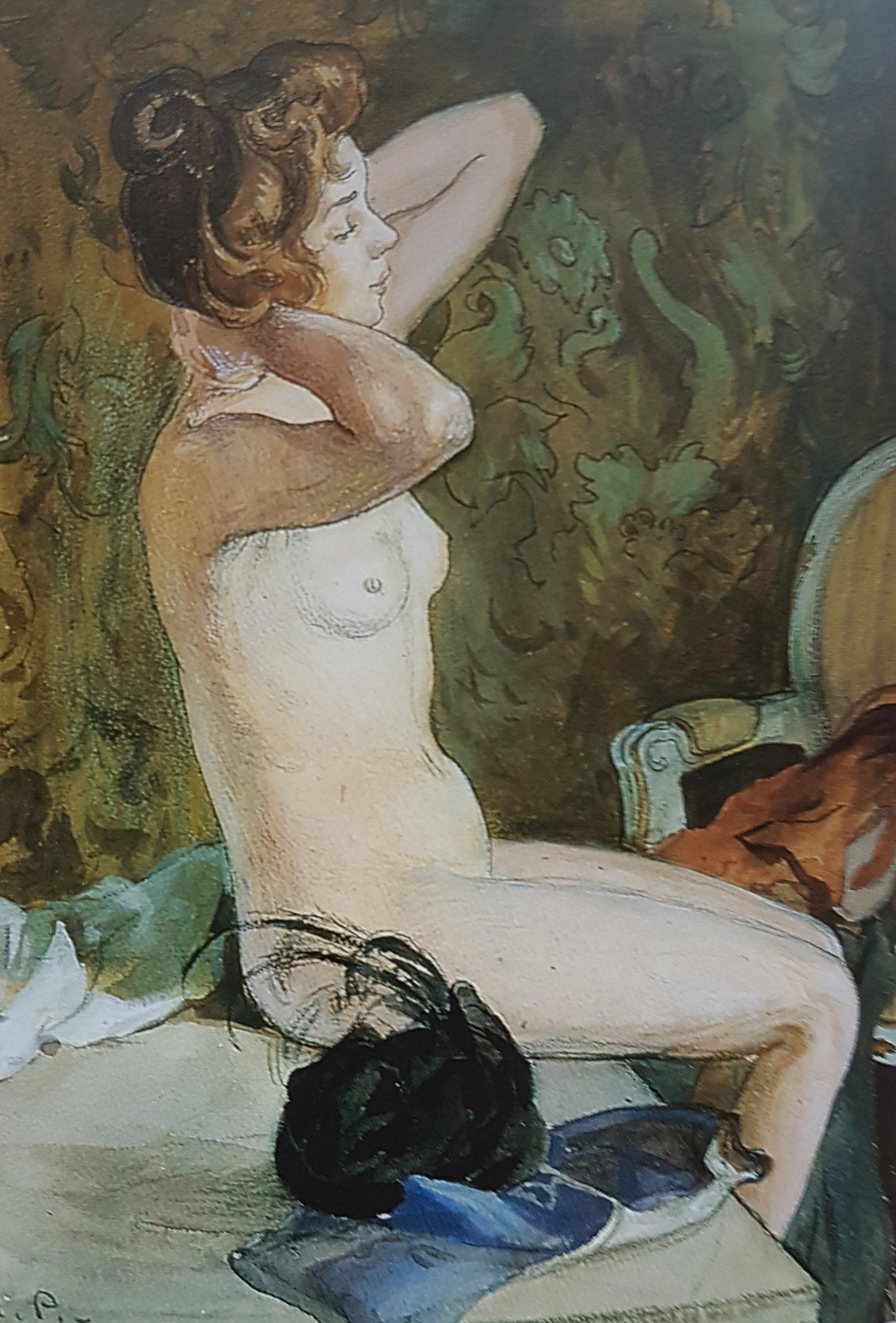
Interiör med modell
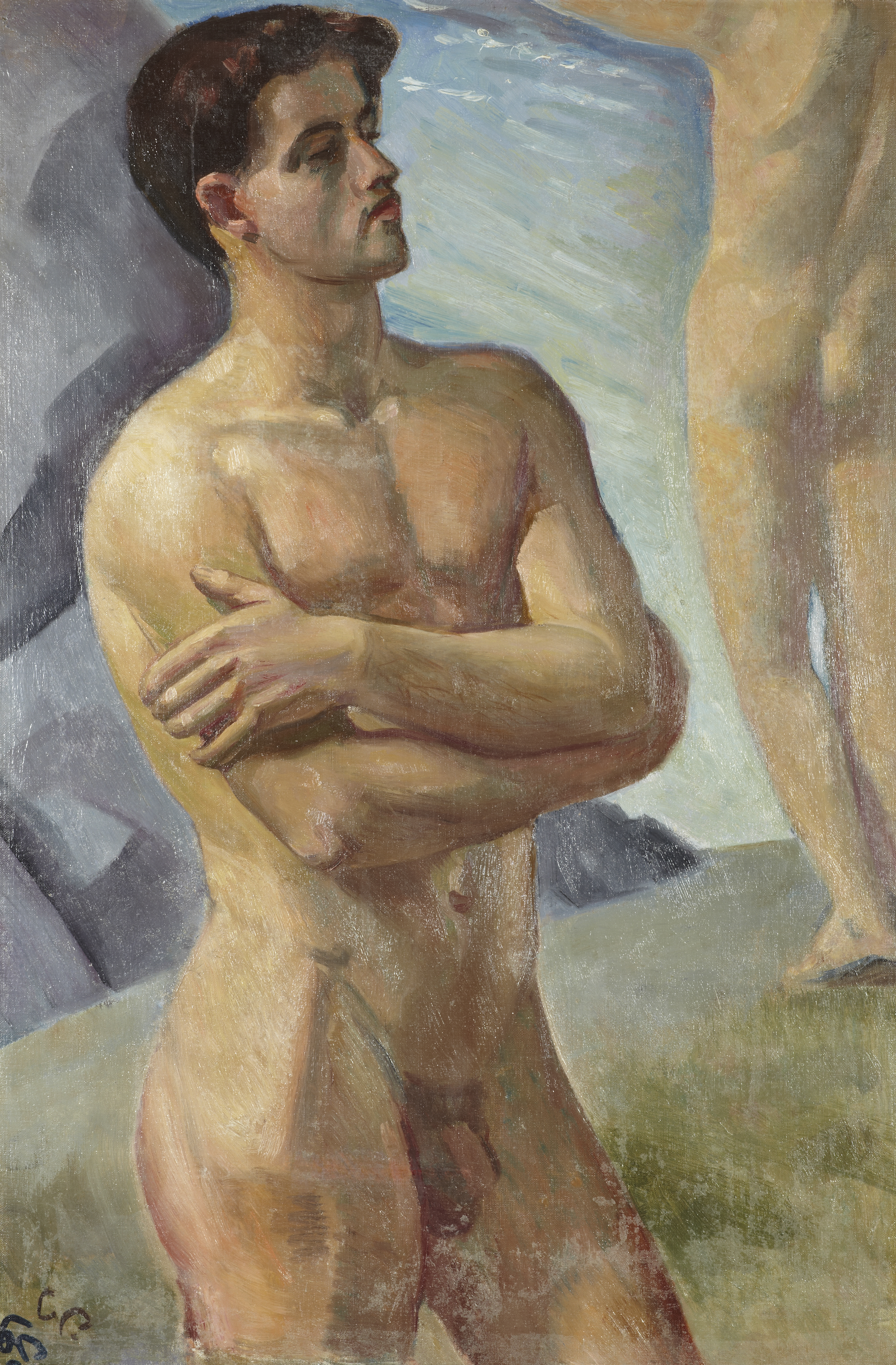
Badande män (c. 1910-tal)
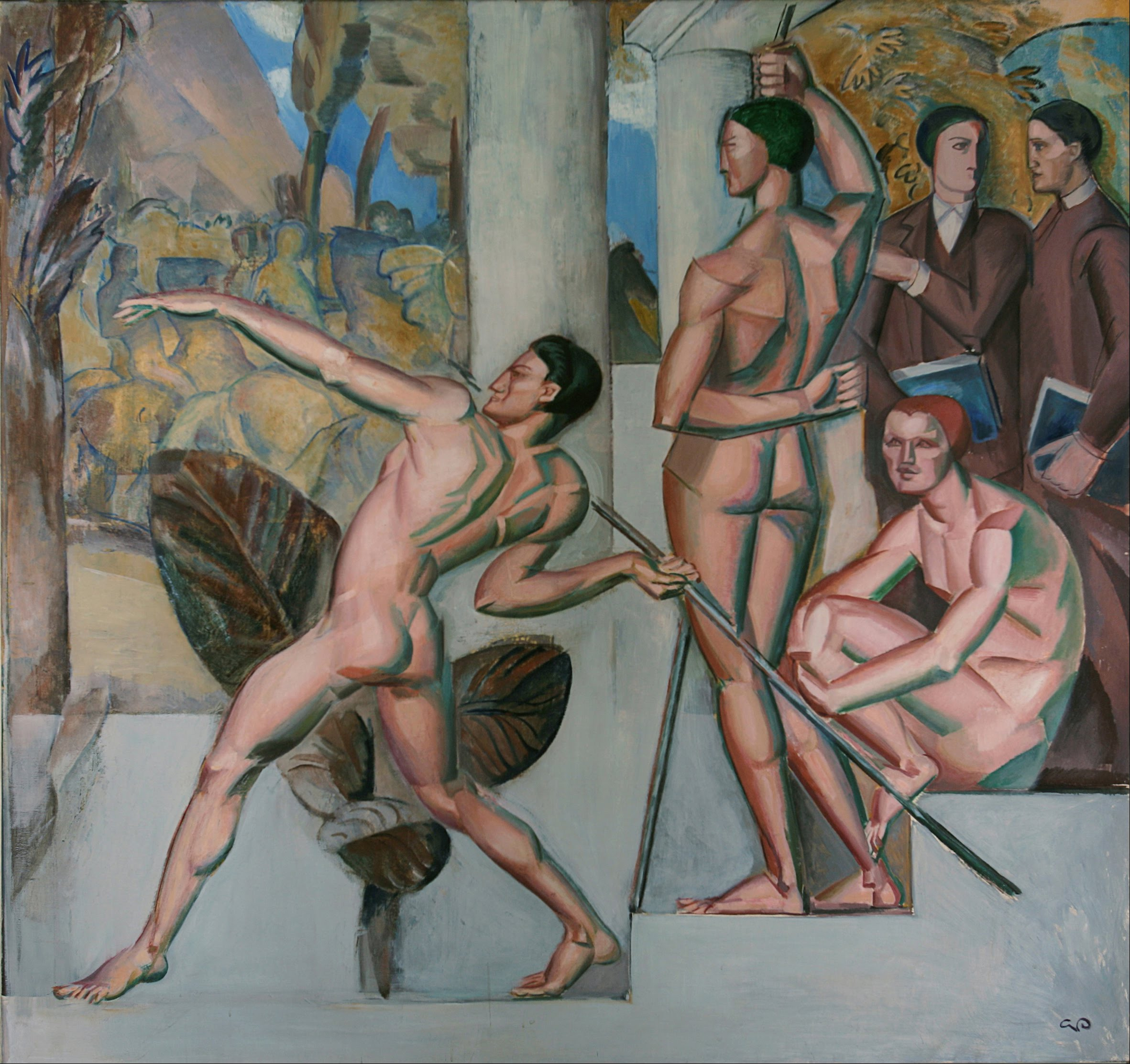
Mens sana in corpore sano, väggmålning i aulan i Per Brahegymnasiet i Jönköping, 1912
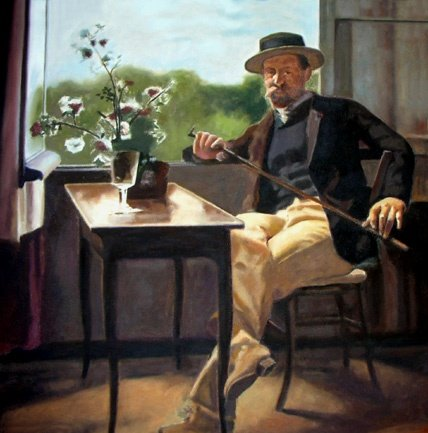
Porträtt av Georg Pauli - utfört av Hanna Pauli (1887)
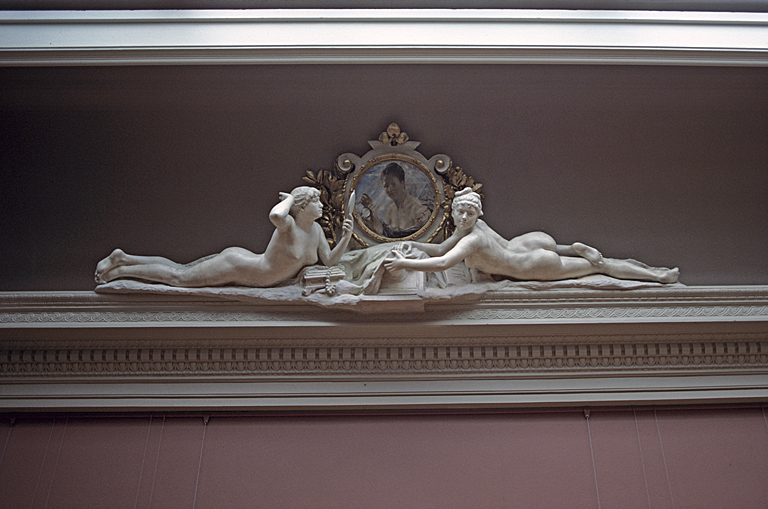
Medaljmålning i reliefen "Telefonien" av Per Hasselberg i Fürstenbergska galleriet, Göteborgs konstmuseum (1884)

## Freskomålningar i Villa Pauli, Djursholm
Freskomålningar "Årstiderna" i Villa Pauli, Djursholm, stora salongen.

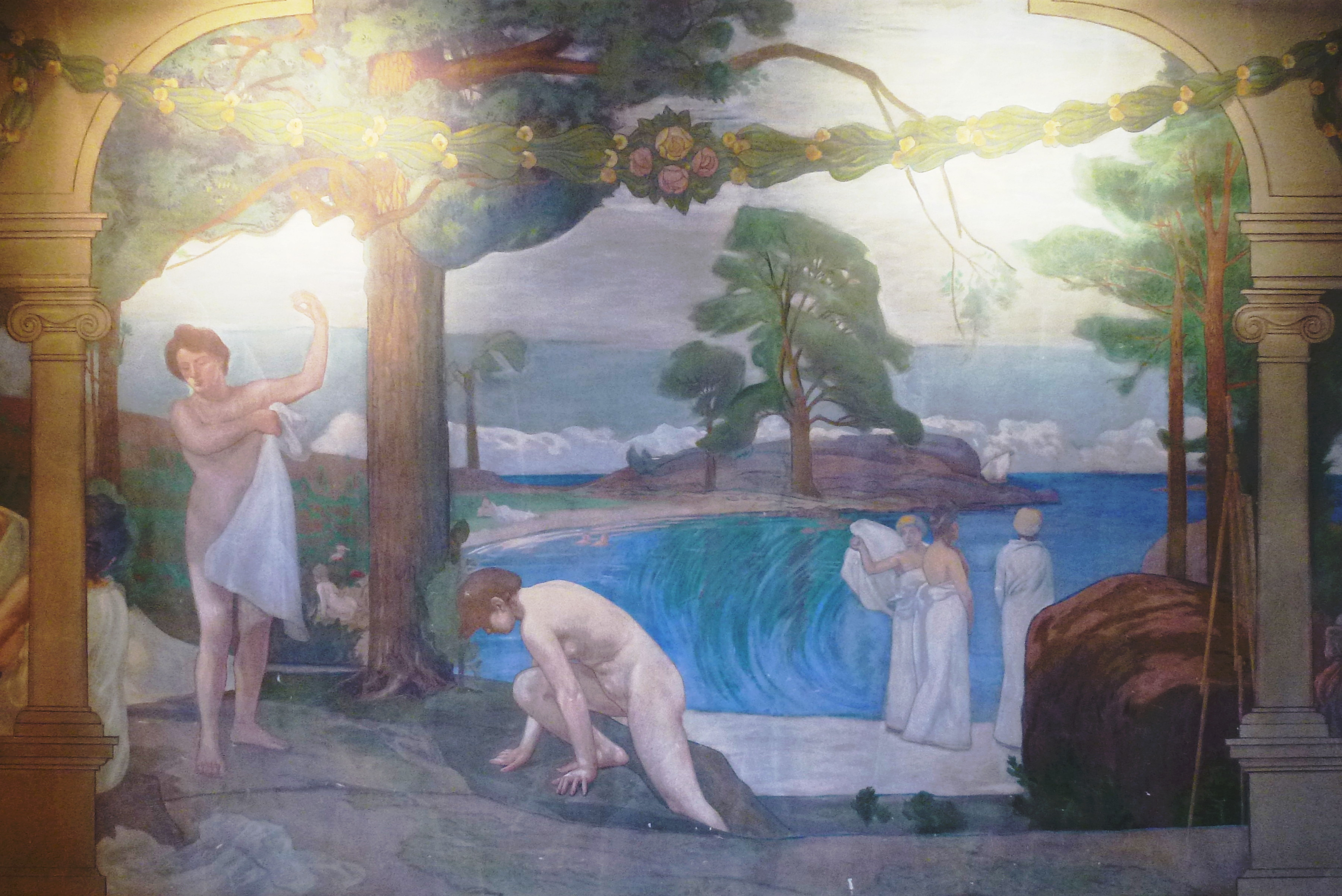
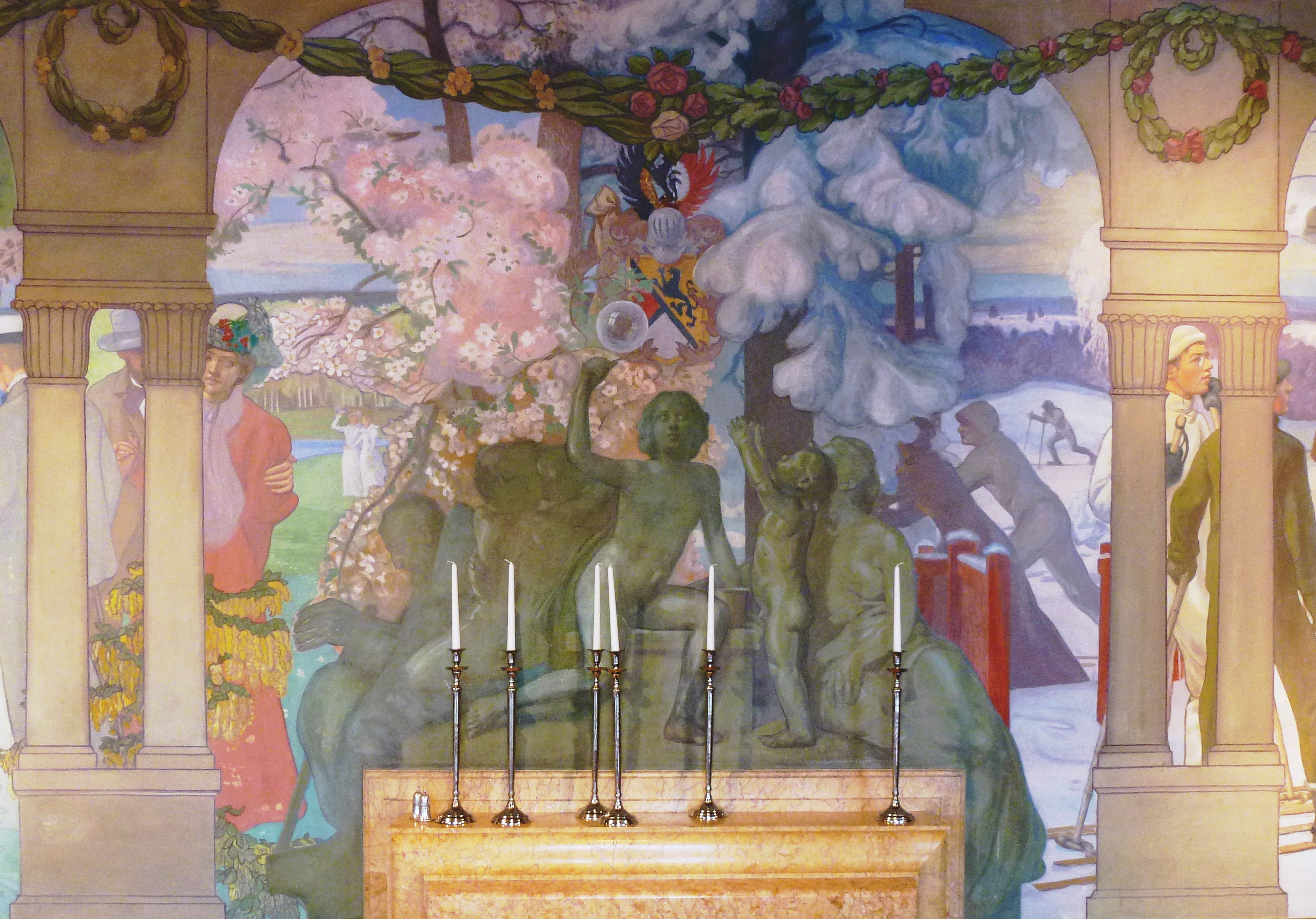
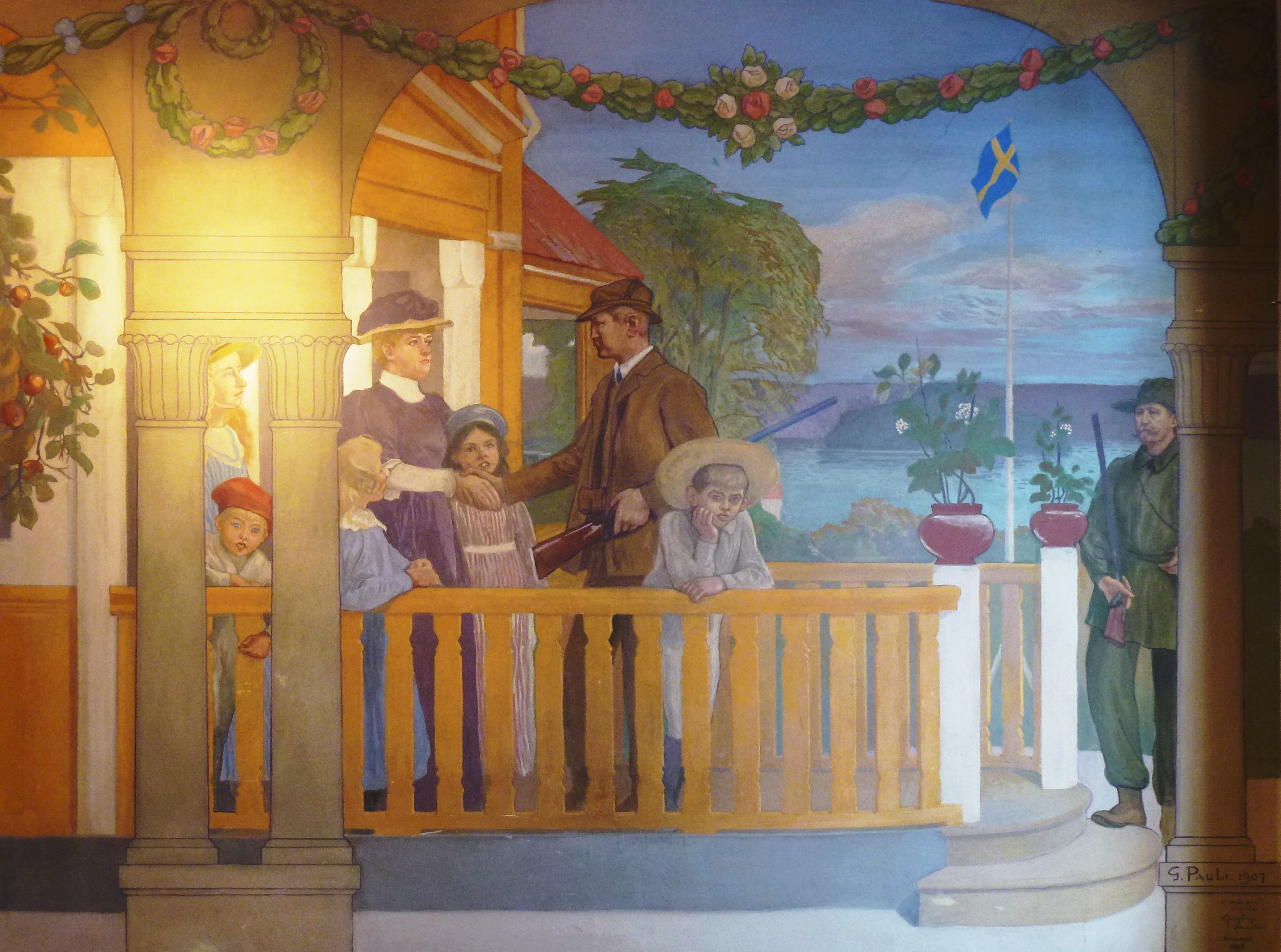
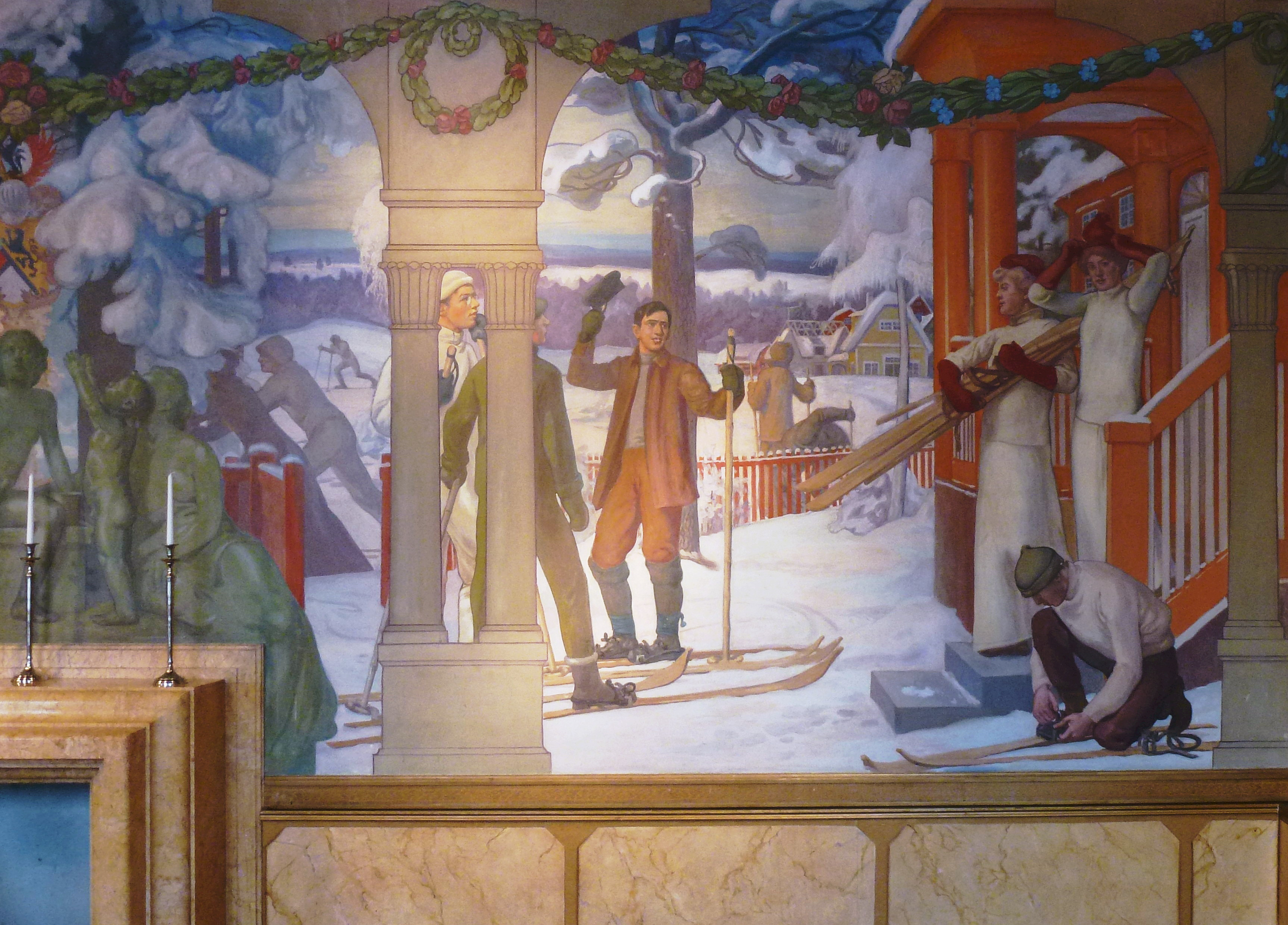

### Redaktör och ansvarig utgivare
- Flamman : tidskrift för modern konst. Stockholm: Nordiska bokhandeln. 1916-1921. Libris 2181778